# Дре (Ер и Лоар)
Дре (фр. Dreux) је насељено место у Француској у региону Центар, у департману Ер и Лоар.
По подацима из 2011. године у општини је живело 30.536 становника, а густина насељености је износила 1258,18 становника/km².

## Демографија
| 1962.  | 1968.  | 1975.  | 1982.  | 1990.  | 2011.  |
| ------ | ------ | ------ | ------ | ------ | ------ |
| 21.588 | 29.408 | 33.101 | 33.379 | 35.230 | 30.536 |

## Партнерски градови
- Будишин
- Тоди
- Мелзунген
- Koudougou
- Evesham
- Леричи